# Прокл Веронский
Прокл (лат. Proculus, итал. Procolo) — святой епископ Вероны. День памяти — 9 декабря.
Святой Прокл, епископ в Вероне, пережил гонения времён императора Диоклетиана и скончался в Вероне.
Во время этих гонений посещал в темнице и поддерживал свв. Фирма и Рустика. Он был схвачен и вместе с ними предстал перед консулом Анулином (Anulinus). По св. Прокл был стар и не представлял особого интереса, отчего был отпущен, бит и выдворен из города.

## Почитание
Мощи святого почивают в часовне святого Прокла, соединённой с храмом Сан-Дзено Маджоре, воздвигнутой в VI или VII веке на месте христианского некрополя на Галльской дороге (Via Gallica). Её первое упоминание относится, тем не менее, к 845 году. В
Сан-Заккариа, Венеция, имеется ростовая деревянная статуя святого (1451).
В 1704 году Себастьяно Риччи написал в Венеции полотно со святым Проклом для собор Бергамо.